# Won't Somebody Dance with Me
«Won't Somebody Dance with Me» es una canción interpretada por la cantautora británica Lynsey de Paul. Fue publicada el 5 de octubre de 1973 como un sencillo sin álbum por MAM Records.

## Lanzamientos posteriores
El 7 de enero de 2006, el sello discográfico Air Mail Archive remasterizó «Won't Somebody Dance with Me» y lo relanzó como un bonus track de su álbum Surprise.

## Recepción de la crítica
Record & Radio Mirror señaló que «Won't Somebody Dance with Me» “comienza con una especie de sensación de último vals, agradable, lenta y suave. La situación es ridícula, por supuesto, al igual que la canción es excelente, cantada entrecortadamente y con una hermosa línea melódica y un uso experto de las cuerdas”. Cash Box declaró: “La astuta dama británica que aún no ha triunfado en Estados Unidos cambiará ese estatus con esta suave y dulce balada pop, que recuerda a ese tipo de material interpretado por Gilbert O'Sullivan. Su tierna voz, cuando se combina con una sección de cuerdas que encaja perfectamente, le da a este un mayor potencial de éxito que cualquier disco que haya lanzado desde su tremendo «Sugar Me» hace un año”.

## Galardones
| Premio              | Día de la ceremonia | Categoría                        | Resultado | Ref.  |
| ------------------- | ------------------- | -------------------------------- | --------- | ----- |
| Premio Ivor Novello | 17 de mayo de 1974  | Mejor Balada o Canción Romántica | Ganadora  | [ 5 ] |

## Posicionamiento
| Gráfica (1973)                    | Pico de posición |
| --------------------------------- | ---------------- |
| Irlanda (Irish Singles Chart)     | 9                |
| Países Bajos (Nederlandse Top 40) | 17               |
| Países Bajos (Single Top 100)     | 21               |
| Reino Unido (UK Singles Chart)    | 14               |